# SN 1996S
SN 1996S – supernowa typu II odkryta 15 marca 1996 roku w galaktyce A112511-3526. W momencie odkrycia miała maksymalną jasność 22,50m.